# Gincla
Gincla (en occitan Ginclar ) est une commune française, située dans le Sud-Ouest du département de l'Aude en région Occitanie.
Sur le plan historique et culturel, la commune fait partie du Pays de Sault, un plateau situé entre 990 et 1310 mètres d'altitude fortement boisé. Exposée à un climat méditerranéen, elle est drainée par la Boulzane et par deux autres cours d'eau. La commune possède un patrimoine naturel remarquable : un site Natura 2000 (le « pays de Sault ») et quatre zones naturelles d'intérêt écologique, faunistique et floristique.
Gincla est une commune rurale qui compte 47 habitants en 2022, après avoir connu un pic de population de 301 habitants en 1846. Ses habitants sont appelés les Ginclanais et ses habitantes les Ginclanaises.

## Géographie
La commune est limitrophe du département des Pyrénées-Orientales. Elle est située sur la Boulzane et la Méridienne verte.

### Communes limitrophes
|            | Puilaurens            |                                  |
| Salvezines | Gincla                | Fenouillet (Pyrénées-Orientales) |
|            | Montfort-sur-Boulzane | Vira (Pyrénées-Orientales)       |

### Hydrographie
La commune est dans la région hydrographique « Côtiers méditerranéens », au sein du bassin hydrographique Rhône-Méditerranée-Corse. Elle est drainée par la Boulzane, le ruisseau de la Rivierette et le ruisseau du Col de Tulla, qui constituent un réseau hydrographique de 5 km de longueur totale,.
La Boulzane, d'une longueur totale de 33,9 km, prend sa source dans la commune de Montfort-sur-Boulzane et s'écoule vers le nord puis se réoriente vers l'est. Elle traverse la commune et se jette dans l'Agly à Saint-Paul-de-Fenouillet, après avoir traversé 7 communes.

### Climat
Pour des articles plus généraux, voir Climat de l'Occitanie et Climat de l'Aude.
En 2010, le climat de la commune est de type climat méditerranéen altéré, selon une étude s'appuyant sur une série de données couvrant la période 1971-2000. En 2020, Météo-France publie une typologie des climats de la France métropolitaine dans laquelle la commune est exposée à un climat de montagne ou de marges de montagne et est dans la région climatique Pyrénées orientales, caractérisée par une faible pluviométrie, un très bon ensoleillement (2 600 h/an), un air sec, particulièrement en hiver et peu de brouillards.
Pour la période 1971-2000, la température annuelle moyenne est de 11,4 °C, avec une amplitude thermique annuelle de 14,5 °C. Le cumul annuel moyen de précipitations est de 887 mm, avec 8,1 jours de précipitations en janvier et 5,1 jours en juillet. Pour la période 1991-2020, la température moyenne annuelle observée sur la station météorologique la plus proche, située sur la commune de Granès à 16 km à vol d'oiseau, est de 13,5 °C et le cumul annuel moyen de précipitations est de 724,6 mm,. Pour l'avenir, les paramètres climatiques de la commune estimés pour 2050 selon différents scénarios d’émission de gaz à effet de serre sont consultables sur un site dédié publié par Météo-France en novembre 2022.

### Milieux naturels et biodiversité

#### Réseau Natura 2000

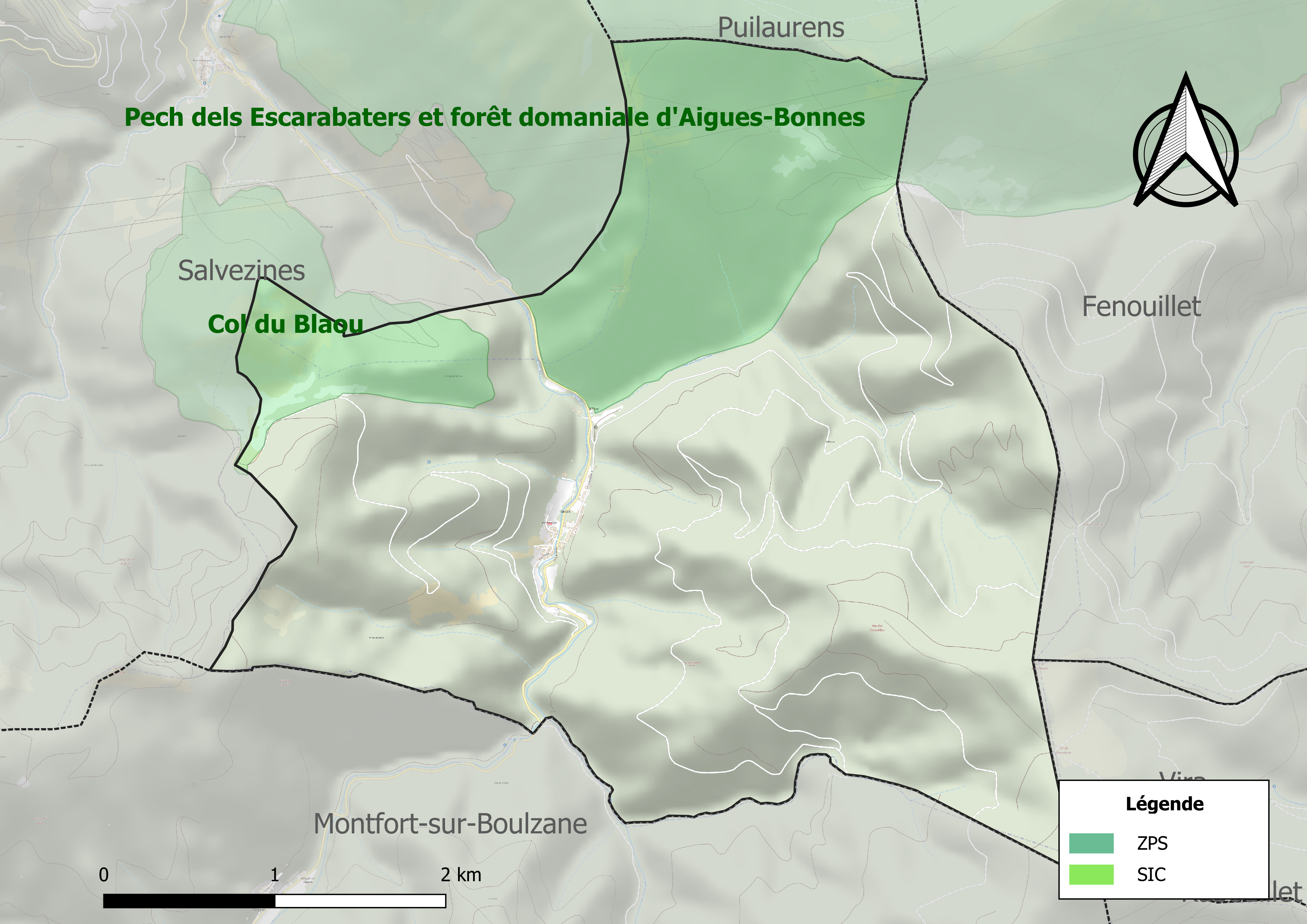
Sites Natura 2000 sur le territoire communal.

Le réseau Natura 2000 est un réseau écologique européen de sites naturels d'intérêt écologique élaboré à partir des directives habitats et oiseaux, constitué de zones spéciales de conservation (ZSC) et de zones de protection spéciale (ZPS). Un site Natura 2000 a été défini sur la commune au titre  de la directive oiseaux : le « pays de Sault », d'une superficie de 71 499 ha, présentant une grande diversité d'habitats pour les oiseaux. On y rencontre donc aussi bien les diverses espèces de rapaces rupestres, en particulier les vautours dont les populations sont en augmentation, que les passereaux des milieux ouverts (bruant ortolan, alouette lulu) et des espèces forestières comme le pic noir.

#### Zones naturelles d'intérêt écologique, faunistique et floristique
L’inventaire des zones naturelles d'intérêt écologique, faunistique et floristique (ZNIEFF) a pour objectif de réaliser une couverture des zones les plus intéressantes sur le plan écologique, essentiellement dans la perspective d’améliorer la connaissance du patrimoine naturel national et de fournir aux différents décideurs un outil d’aide à la prise en compte de l’environnement dans l’aménagement du territoire.
Deux ZNIEFF de type 1 sont recensées sur la commune :le « col du Blaou » (99 ha), couvrant 2 communes du département, et le « pech dels Escarabaters et forêt domaniale d'Aigues-Bonnes » (907 ha), couvrant 4 communes dont 3 dans l'Aude et 1 dans les Pyrénées-Orientales et deux ZNIEFF de type 2, : 
- les « Fenouillèdes audois » (12 141 ha), couvrant 13 communes dont 11 dans l'Aude et 2 dans les Pyrénées-Orientales[18] ;
- la « forêt de Boucheville » (4 928 ha), couvrant 8 communes dont 2 dans l'Aude et 6 dans les Pyrénées-Orientales[19].

Carte des ZNIEFF de type 1 et 2 à Gincla.
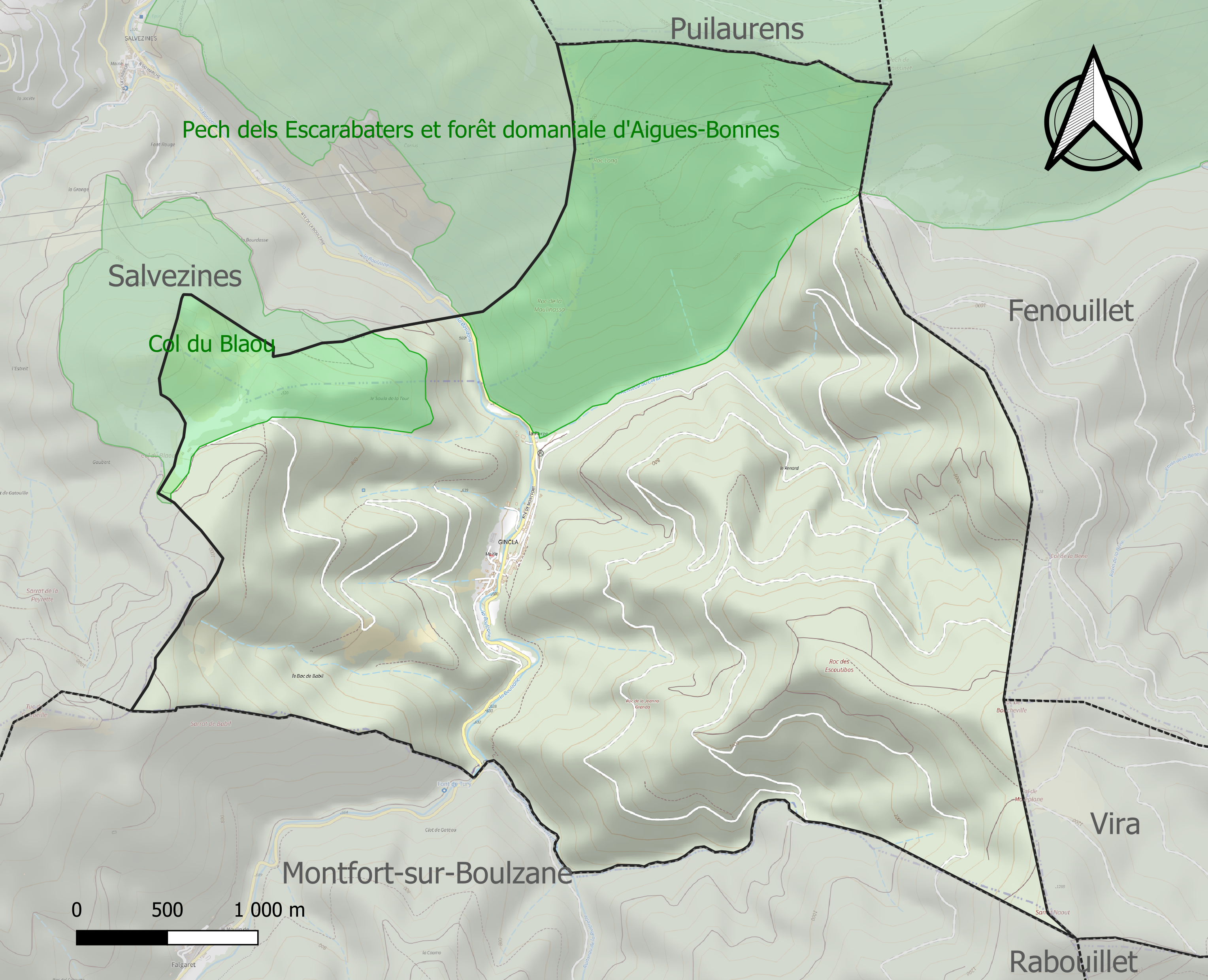
Carte des ZNIEFF de type 1 sur la commune.
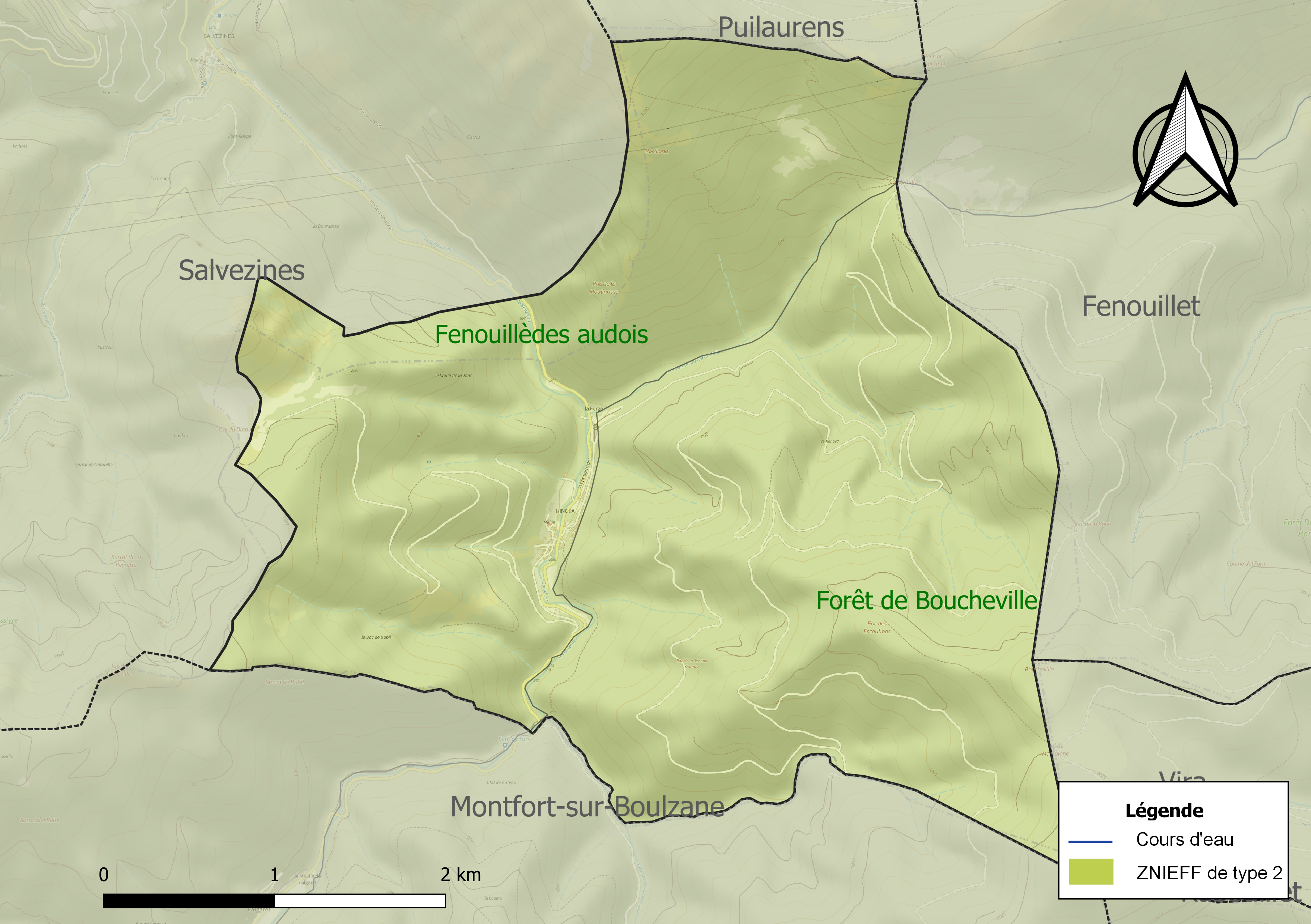
Carte des ZNIEFF de type 2 sur la commune.

## Urbanisme

### Typologie
Au 1er janvier 2024, Gincla est catégorisée commune rurale à habitat très dispersé, selon la nouvelle grille communale de densité à 7 niveaux définie par l'Insee en 2022.
Elle est située hors unité urbaine et hors attraction des villes,.

### Occupation des sols
L'occupation des sols de la commune, telle qu'elle ressort de la base de données européenne d’occupation biophysique des sols Corine Land Cover (CLC), est marquée par l'importance des forêts et milieux semi-naturels (100 % en 2018), une proportion identique à celle de 1990 (100 %). La répartition détaillée en 2018 est la suivante : forêts (82,4 %), milieux à végétation arbustive et/ou herbacée (17,6 %). L'évolution de l’occupation des sols de la commune et de ses infrastructures peut être observée sur les différentes représentations cartographiques du territoire : la carte de Cassini (XVIIIe siècle), la carte d'état-major (1820-1866) et les cartes ou photos aériennes de l'IGN pour la période actuelle (1950 à aujourd'hui).

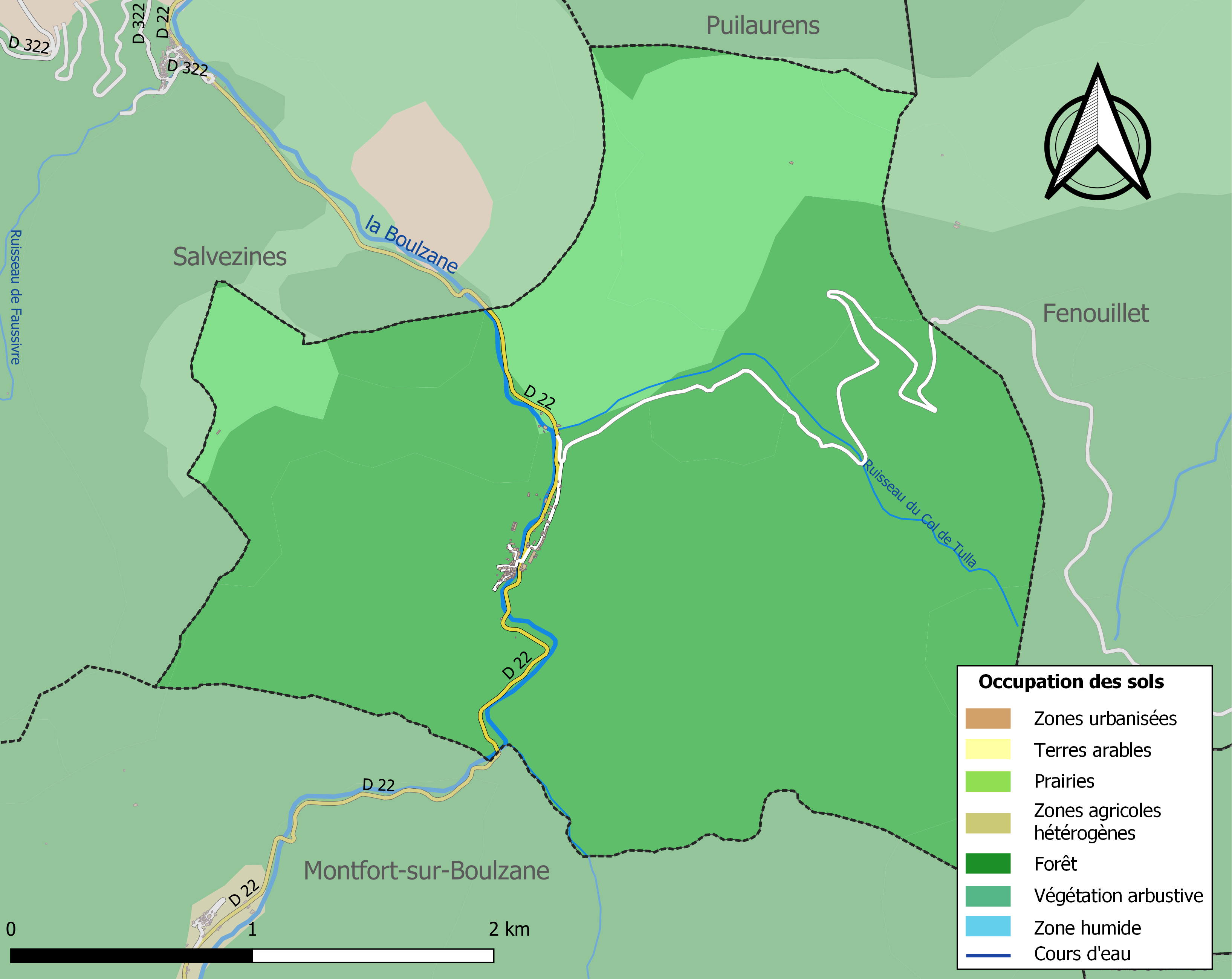
Carte des infrastructures et de l'occupation des sols de la commune en 2018 (CLC).

### Risques majeurs
Le territoire de la commune de Gincla est vulnérable à différents aléas naturels : météorologiques (tempête, orage, neige, grand froid, canicule ou sécheresse) et séisme (sismicité modérée). Un site publié par le BRGM permet d'évaluer simplement et rapidement les risques d'un bien localisé soit par son adresse soit par le numéro de sa parcelle.

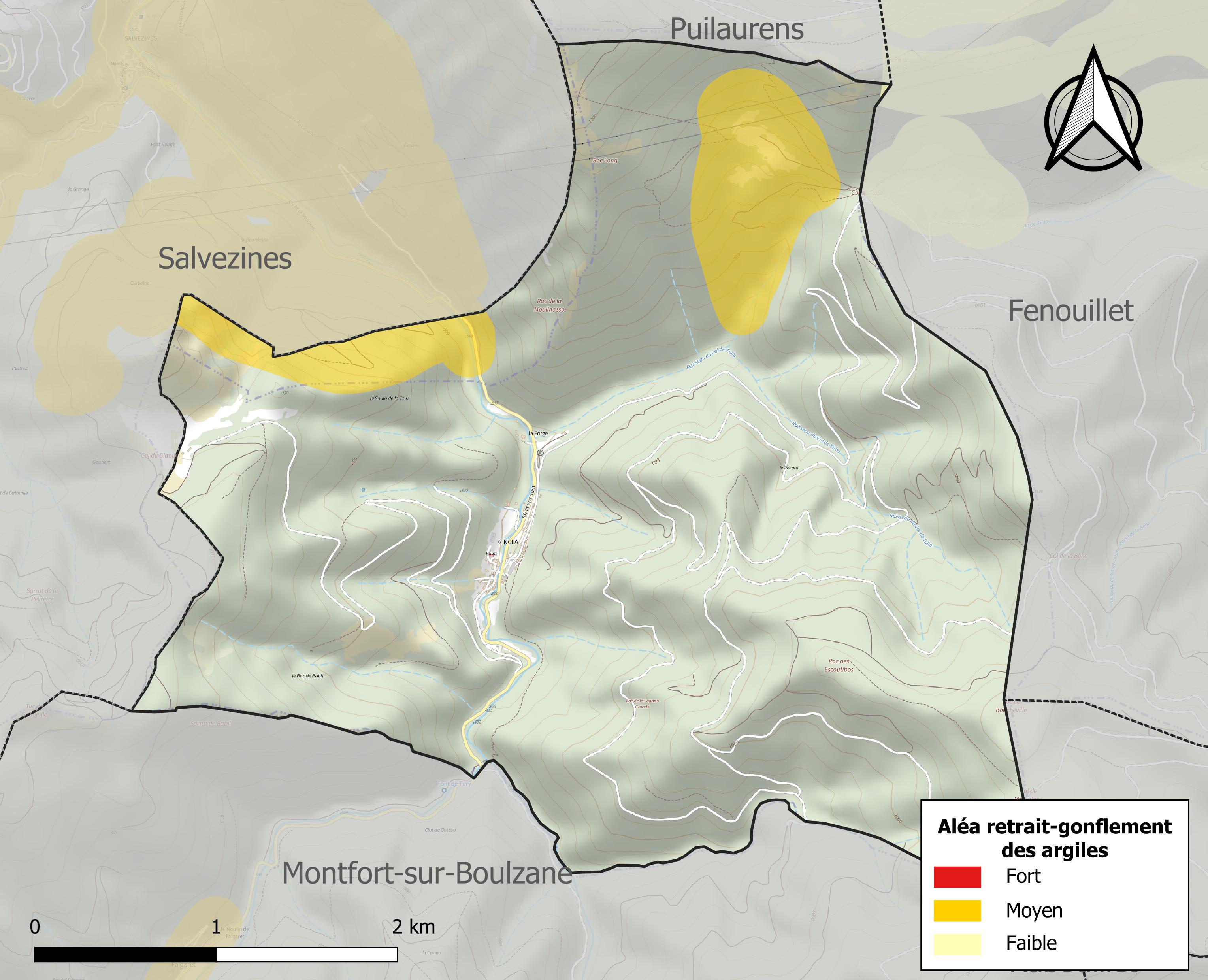
Carte des zones d'aléa retrait-gonflement des sols argileux de Gincla.

Le retrait-gonflement des sols argileux est susceptible d'engendrer des dommages importants aux bâtiments en cas d’alternance de périodes de sécheresse et de pluie. 5,7 % de la superficie communale est en aléa moyen ou fort (75,2 % au niveau départemental et 48,5 % au niveau national). Sur les 60 bâtiments dénombrés sur la commune en 2019, 0 sont en aléa moyen ou fort, soit 0 %, à comparer aux 94 % au niveau départemental et 54 % au niveau national. Une cartographie de l'exposition du territoire national au retrait gonflement des sols argileux est disponible sur le site du BRGM,.

## Histoire
En 958 Sunifred II de Cerdagne, comte de Cerdagne et seigneur supérieur de la vicomté de Fenouillèdes donne la Vallée de la Sainte Croix (Haute Boulzane), où est compris le territoire de Gincla, à l'abbaye Saint Michel de Cuxà qui le conservera jusqu'au XIIIe siècle.

## Politique et administration

### Découpage territorial
La commune de Gincla est membre de la communauté de communes des Pyrénées audoises , un établissement public de coopération intercommunale (EPCI) à fiscalité propre créé le 30 mai 2013 dont le siège est à Quillan. Ce dernier est par ailleurs membre d'autres groupements intercommunaux.
Sur le plan administratif, elle est rattachée à l'arrondissement de Limoux, au département de l'Aude, en tant que circonscription administrative de l'État, et à la région Occitanie.
Sur le plan électoral, elle dépend du canton de la Haute-Vallée de l'Aude pour l'élection des conseillers départementaux, depuis le redécoupage cantonal de 2014 entré en vigueur en 2015, et de la troisième circonscription de l'Aude  pour les élections législatives, depuis le redécoupage électoral de 1986.

### Liste des maires
| Période                                  | Période   | Identité          | Étiquette | Qualité |
| ---------------------------------------- | --------- | ----------------- | --------- | ------- |
| mars 2001                                | mars 2008 | Charlotte Pouchan |           |         |
| mars 2008                                | En cours  | Dominique Bruchet |           |         |
| Les données manquantes sont à compléter. |           |                   |           |         |

## Démographie
L'évolution du nombre d'habitants est connue à travers les recensements de la population effectués dans la commune depuis 1793. Pour les communes de moins de 10 000 habitants, une enquête de recensement portant sur toute la population est réalisée tous les cinq ans, les populations de référence des années intermédiaires étant quant à elles estimées par interpolation ou extrapolation. Pour la commune, le premier recensement exhaustif entrant dans le cadre du nouveau dispositif a été réalisé en 2006.

En 2022, la commune comptait 47 habitants, en évolution de −2,08 % par rapport à 2016 (Aude : +2,65 %, France hors Mayotte : +2,11 %).
| 1793 | 1800 | 1806 | 1821 | 1831 | 1836 | 1841 | 1846 | 1851 |
| ---- | ---- | ---- | ---- | ---- | ---- | ---- | ---- | ---- |
| 134  | 133  | 153  | 161  | 181  | 244  | 264  | 301  | 276  |

| 1856 | 1861 | 1866 | 1872 | 1876 | 1881 | 1886 | 1891 | 1896 |
| ---- | ---- | ---- | ---- | ---- | ---- | ---- | ---- | ---- |
| 250  | 233  | 223  | 189  | 167  | 164  | 170  | 164  | 163  |

| 1901 | 1906 | 1911 | 1921 | 1926 | 1931 | 1936 | 1946 | 1954 |
| ---- | ---- | ---- | ---- | ---- | ---- | ---- | ---- | ---- |
| 156  | 152  | 140  | 74   | 96   | 156  | 140  | 136  | 60   |

| 1962 | 1968 | 1975 | 1982 | 1990 | 1999 | 2006 | 2011 | 2016 |
| ---- | ---- | ---- | ---- | ---- | ---- | ---- | ---- | ---- |
| 59   | 35   | 19   | 35   | 49   | 43   | 45   | 50   | 48   |

| 2021 | 2022 | - | - | - | - | - | - | - |
| ---- | ---- | - | - | - | - | - | - | - |
| 47   | 47   | - | - | - | - | - | - | - |

## Économie

### Emploi
| Division       | 2008   | 2013   | 2018   |
| -------------- | ------ | ------ | ------ |
| Commune        | 35,7 % | 21,4 % | 22,2 % |
| Département    | 10,2 % | 12,8 % | 12,6 % |
| France entière | 8,3 %  | 10 %   | 10 %   |

En 2018, la population âgée de 15 à 64 ans s'élève à 26 personnes, parmi lesquelles on compte 74,1 % d'actifs (51,9 % ayant un emploi et 22,2 % de chômeurs) et 25,9 % d'inactifs,. Depuis 2008, le taux de chômage communal (au sens du recensement) des 15-64 ans est supérieur à celui de la France et du département.
La commune est hors attraction des villes,. Elle compte 14 emplois en 2018, contre 9 en 2013 et 7 en 2008. Le nombre d'actifs ayant un emploi résidant dans la commune est de 15, soit un indicateur de concentration d'emploi de 93,1 % et un taux d'activité parmi les 15 ans ou plus de 47,7 %.
Sur ces 15 actifs de 15 ans ou plus ayant un emploi, 13 travaillent dans la commune, soit 87 % des habitants. Pour se rendre au travail, 33,3 % des habitants utilisent un véhicule personnel ou de fonction à quatre roues et 66,7 % n'ont pas besoin de transport (travail au domicile).

### Activités hors agriculture
Six établissements sont implantés  à Gincla au 31 décembre 2019. Le secteur du commerce de gros et de détail, des transports, de l'hébergement et de la restauration est prépondérant sur la commune puisqu'il représente 50 % du nombre total d'établissements de la commune (3 sur les 6 entreprises implantées  à Gincla), contre 32,3 % au niveau départemental.

### Agriculture
|                                   | 1988 | 2000 | 2010 |
| --------------------------------- | ---- | ---- | ---- |
| Exploitations                     | 2    | 1    | 1    |
| Superficie agricole utilisée (ha) | 71   | 70   | 163  |

La commune fait partie de la petite région agricole dénommée « Pays de Sault ». En 2010, l'orientation technico-économique de l'agriculture  sur la commune est l'élevage d'ovins et de caprins. Une seule  exploitation agricole ayant son siège dans la commune est recensée lors du recensement agricole de 2010 (deux en 1988). La superficie agricole utilisée est de 163 ha.

## Culture locale et patrimoine

### Lieux et monuments
- Église Saint-Jean-Baptiste de Gincla.
- Chapelle du cimetière de Gincla.

### Héraldique
| Blason de Gincla | Blason  | D'argent au pal d'azur accosté de deux losanges du même. |
| Blason de Gincla | Détails | Le statut officiel du blason reste à déterminer.         |